# 不丹—日本關係
日本－不丹关系（日语：日本とブータンの関係），也略称为日不关系，是指日本国和不丹王国的外交关系，两国均为实行君主立宪制的联合国成员国。

## 历史概况
20世纪60年代，作为海外技术援助团的一员，日本植物学家西冈京治就已在不丹改良当地的蔬菜品种，开垦荒地，并引入一些日本的蔬菜栽培。他在确定性和结果保留方面取得了空前的成功，并为改善不丹的农业和不丹人的生活的基础做出了一定的贡献。1980年，不丹国王吉格梅·辛格·旺楚克授予他“Dasho”的荣誉称号，西冈京治是第一个获得此称号的外国人，不丹人也时常称赞他为“不丹农业之父”。而西冈京治最终也在不丹去世，并安葬于当地。
日本和不丹于1986年3月28日建交，建交以来，两国关系发展良好。但目前两国均未在对方国家首都互设大使馆，日本对不丹的相关事务由日本驻印度大使馆兼轄，而不丹亦由其驻印度大使馆兼辖日本的业务，不丹也在在日本东京都、鹿儿岛市设有名誉领事馆，以维持双边关系。

### 高规格访问
不丹访日

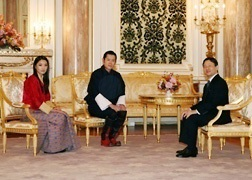
不丹国王夫妇访问日本

- 国王吉格梅·凱薩爾·納姆耶爾·旺楚克夫妇（2011年，2019年）[2]

日本访不
- 德仁親王（1987年）[2]
- 秋篠宮文仁親王和佳子内親王（1997年）[2]
- 真子内親王 [6][7]（2017年）
- 秋篠宮文仁親王、紀子妃和悠仁親王（2019年）[2]

## 援助
截至2016年，日本为不丹最大的援助来源国，日本对不丹的无偿资金援助额达到390.99亿日元，技术开发援助额达到211.15亿日元，主要援助项目为电网工程。日本在不丹有应对冰川湖崩溃所引发的洪水的援助项目，而不丹水文气象局局长亦表示，日本的援助有利于减小冰川融化带来的财产损失。此外，日本科考队还在喜马拉雅山脉的不丹段展开了一系列地质考察活动。